# Hertha BSC II
Hertha BSC II este a doua echipă a Hertha BSC.

## Palmares
- Ligă
  - NOFV-Oberliga Nord (IV) campioni: 1999, 2002, 2004, 2008
  - NOFV-Oberliga Nord locul doi: 1998, 2001, 2003
  - Oberliga Berlin (III) locul doi: 1976, 1977
- Cupă
  - DFB-Pokal locul doi: 1993
  - Berliner Landespokal câștigători: 1976, 1992, 2004
  - Berliner Landespokal finaliști: 2005

## Lot actual
| Nr. |                            | Poziție | Jucător              |
| --- | -------------------------- | ------- | -------------------- |
| 1   | Germania                   | P       | Tom Schmidt          |
| 2   | Germania                   | F       | Toni Gänge           |
| 3   | Germania                   | F       | Justin Gerlach       |
| 4   | Germania                   | F       | Sebastian Neumann    |
| 5   | Germania                   | F       | Christian Schalle    |
| 6   | Germania                   | M       | Abdoul Karim Martens |
| 7   | Germania                   | M       | Sebastian Hoeneß     |
| 8   | Germania                   | M       | Fabian Holland       |
| 11  | Statele Unite ale Americii | A       | Ellis McLoughlin     |
| 12  | Germania                   | P       | Patrick Sobtzik      |
| 14  | Germania                   | A       | Terrence Boyd        |
| 16  | Germania                   | A       | Abu-Bakarr Kargbo    |

| Nr. |                            | Poziție | Jucător            |
| --- | -------------------------- | ------- | ------------------ |
| 17  | Croația                    | M       | Ante Čović         |
| 18  | Statele Unite ale Americii | F       | Alfredo Morales    |
| 20  | Nigeria                    | A       | Junior Torunarigha |
| 22  | Germania                   | A       | Dennis Rommel      |
| 23  | Germania                   | A       | Marvin Knoll       |
| 24  | Polonia                    | F       | Patryk Podrygala   |
| 25  | Austria                    | A       | Marco Djuricin     |
| 26  | Germania                   | A       | Kevin Stephan      |
| 27  | Germania                   | A       | Dennis Lemke       |
| 28  | Germania                   | F       | René Pütt          |
| 29  | Germania                   | M       | Sascha Bigalke     |
| 39  | Germania                   | M       | Florian Riedel     |